# Mezőségi néptáncok

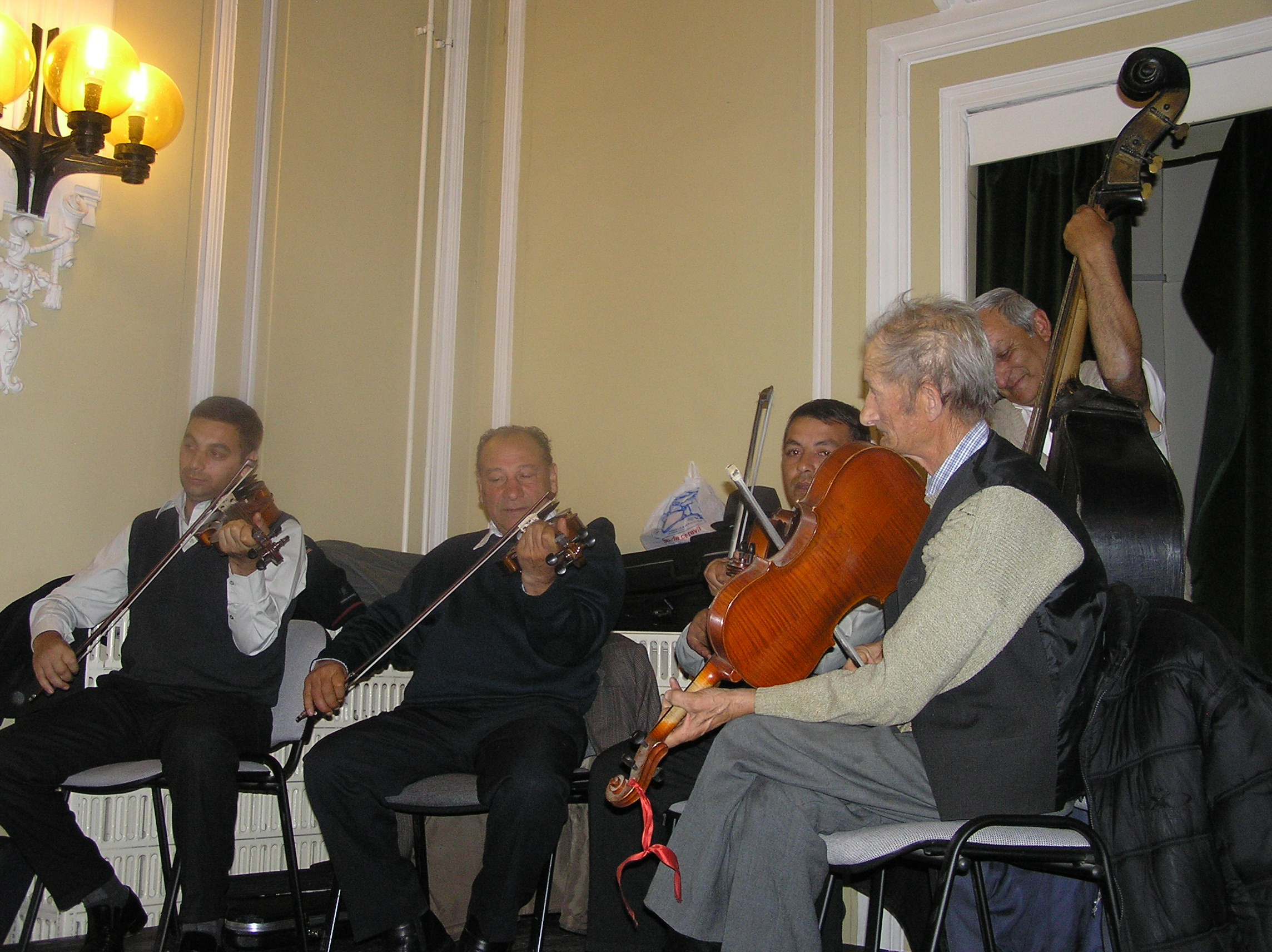
Magyarpalatkai Banda

A mintegy 300 magyar, román és szász települést magába foglaló Mezőség régies, de gazdag és fejlett tánc- és zenekultúrája több tényező együtthatásának köszönhető. Ez a közép-erdélyi tájegység őrzött meg a legtöbbet az erdélyi reneszánsz és barokk örökségéből, s ezt fejlesztve alakította ki a sajátos újabb erdélyi tánc- és zenestílust. A magyar néptánc alaprétegét képviselő kanásztánc-ugrós stílus kiteljesedett formáját ismerhetjük fel e vidék férfitáncában, a legényesben, népzenénk régi rétege pedig gazdagon áradó, hangszeres változatokban él a tánczenében. A későbbi magyarországi új stílus és más idegen, polgári hatások ide csak későn jutottak el. A magyar, román, cigány és szász kultúra összefonódása, kölcsönhatása itt fokozta a legmagasabbra az erdélyi tánc- és zenekincs gazdagságát. A táncok és a táncdalok állandó cseréje következtében a Mezőségen teljesen összemosódnak a magyar és román jellegzetességek határai, s valódi zenei és táncbéli kétnyelvűség érvényesül. A képet tovább színezik a hajdan eltérő jogállású jobbágyi, kisnemesi, mezővárosi közösségek árnyalatnyi különbségei is.
Tánckultúránk organikus fejlődését és egyik jelentős történeti periódusát dokumentálja az erdélyi Mezőség művészi élményként is magával ragadó tánc- és tánczenei hagyománya.
A táncélet struktúráját, alapvető vonásait a különböző tánctípusokat, történeti rétegeket magába foglaló, a reneszánsz és barokk tánczenei gyakorlatából ismert, szvitszerű szerkesztés határozza meg. Ennek megfelelően alkotnak stiláris egységet e táncrendekben a kései középkorban gyökerező individuális férfitáncok, a reneszánsz jegyében elterjedt lassú és gyors forgós-forgatós karakterű párosok, az új stílust ígérő lassú legényes, verbunk és csárdás, valamint a polgári eredetű társastáncok — Porka, hétlépés — folklorizálódott változatai.
A mezőségi táncciklusok tehát elsősorban átfogó szerkezetükkel őrzik a reneszánsz tradícióit, melynek szellemében a különböző történeti rétegeket képviselő táncok egymás tempóbéli, metrikai és ritmikai változataiként jelennek meg a szinte falvanként változó táncrendekben. Egyes tánctípusok viszont már a fejlődés olyan fokán állnak, melyet méltán illethetünk a klasszikus jelzővel. Ezt indokolja a virtuóz férfi és páros táncok szabályos, zárt szerkezete, valamint visszatérő és variálódó építkezése. A táncalkotás e formai sajátosságai a hozzájuk kapcsolódó hangszeres zenével együtt ugyanúgy az új stílust meg előző korszakról adnak hírt, mint zenetörténetünk XVIII. századi emlékei.

## Mezőségi népzene
Belső-Mezőség egyik legjelentősebb zenészközpontja Magyarpalatka. Az itt élő cigányzenész dinasztiák nemcsak saját falujuk, hanem sok környező település zenei igényeit is kielégítették. Ebben a faluban élnek a táncházmozgalom egyik legismertebb, a mai napig is aktív vonószenekarának, a Magyarpalatkai bandának a tagjai.
Fontos megemlíteni továbbá az ördöngösfüzesi, bonchidai, széki, magyarszováti népzenét.

## Népzene és néptánc tábor
Válaszúton minden évben megrendezésre kerül a Mezőségi népzene- és néptánctábor, ahol a mezőségi táncok, népdalok iránt érdeklődők napi 8 órás néptánc-, hangszeres népzene-, illetve népdaloktatásban részesülhetnek. A tábor minden évben gálaműsorral zárul, melyen a meghívottak mellett a táborban résztvevők is fellépnek.

## Forrás, felhasznált irodalom
- Pávai István honlapja
- Nagy Zsolt: Magyar népzenei dallamgyűjtemény. Hangszeres népzenei példatár - Népzenei füzetek. Hagyományok Háza, Budapest, 2004
- Magyar Népzenei Antológia DVD-ROM, FolkEurópa Kiadó, 2012
- Pávai István: Az erdélyi magyar népi tánczene. Krizsa János Néprajzi Társaság, Kolozsvár, 2012